# Anne-Marie d'Orléans
 (octobre 2016).
Si vous disposez d'ouvrages ou d'articles de référence ou si vous connaissez des sites web de qualité traitant du thème abordé ici, merci de compléter l'article en donnant les références utiles à sa vérifiabilité et en les liant à la section « Notes et références ».
Ne doit pas être confondu avec Anne-Marie-Louise d'Orléans.
Titres
Reine consort de Sardaigne
17 février 1720 – 26 août 1728
(8 ans, 6 mois et 9 jours)
Reine consort de Sicile
22 septembre 1713 – 17 février 1720
(6 ans, 4 mois et 26 jours)
Signature
Anne-Marie d'Orléans, petite-fille de France, titrée à sa naissance Mademoiselle de Valois, née le 27 août 1669 à Saint-Cloud et morte le 26 août 1728 à Turin, est la fille de Philippe de France (Monsieur, frère de Louis XIV) et de sa cousine Henriette-Anne Stuart (Henriette d'Angleterre). Elle était la sœur de Marie-Louise d’Orléans, reine d’Espagne, et Philippe-Charles mort au berceau (1664-1666), et la demi-sœur d’Alexandre-Louis, duc de Valois (1673-1676), d’Élisabeth-Charlotte d'Orléans, duchesse (puis régente) de Lorraine et de Bar et  de Philippe II d’Orléans (régent de France et de Navarre). Par son mariage en 1684 avec Victor-Amédée II de Savoie, elle devient duchesse de Savoie, puis, successivement, reine de Sicile et reine de Sardaigne.

## Biographie
Sa mère mourut à 26 ans dans des conditions étranges moins d’un an après sa naissance. Ce fut la seconde épouse de son père, Élisabeth-Charlotte de Bavière, dite la « princesse palatine », célèbre épistolière, qui se chargea d'élever la petite princesse.

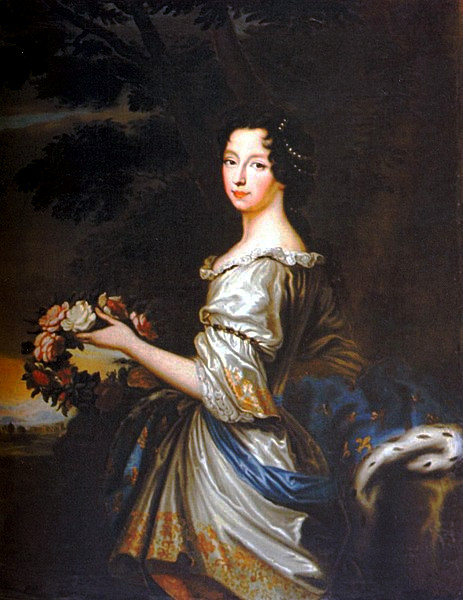
Anne-Marie d'Orléans, petite-fille de France.

Toutes les filles légitimes du roi étant mortes en bas âge, Anne-Marie et sa sœur aînée contractèrent des mariages dynastiques. L’aînée épousa en 1679 le roi Charles II d’Espagne. Anne-Marie fut mariée en 1684 à son cousin Victor-Amédée II, prince de Piémont et duc de Savoie, roi de Sicile puis roi de Sardaigne. Le duc de Savoie avait des origines françaises, du côté de sa mère, Marie-Jeanne-Baptiste de Savoie, et de celui de sa grand-mère paternelle, Christine de France. Son mari eut pour maîtresse la comtesse de Verrue, elle aussi d’origine française.
Durant la guerre de la ligue d’Augsbourg, le duc prit néanmoins parti contre la France et envahit le Dauphiné. Chassé par les armées françaises, il dut signer une paix séparée et donner sa fille aînée en mariage au duc de Bourgogne, petit-fils aîné du roi Louis XIV, et appelé un jour à monter sur le trône de France.
Durant la guerre de Succession d'Espagne, et bien qu’ayant marié sa fille cadette au roi Philippe V d’Espagne, lui aussi petit-fils de Louis XIV, le duc changea plusieurs fois de camp au gré de ses intérêts. Turin, sa capitale fut assiégée par les armées françaises et la duchesse et sa famille durent fuir pour Vercelli. En 1713, le traité d’Utrecht apporta à son mari la couronne royale de Sicile que celui-ci échangea en 1720 contre la couronne royale de Sardaigne.
Entre-temps, la duchesse de Bourgogne et la reine d’Espagne étaient mortes,  à l’âge de 26 ans, comme leur grand-mère et leur tante. La duchesse de Savoie, devenue reine de Sicile, perdit son fils aîné en 1715. Sa belle-mère mourut à 80 ans en 1724. Elle-même la suivit dans la tombe quatre ans plus tard. Son mari se remaria avec une de ses maîtresses, abdiqua en faveur de son fils survivant et se retira de la cour.

## Enfants

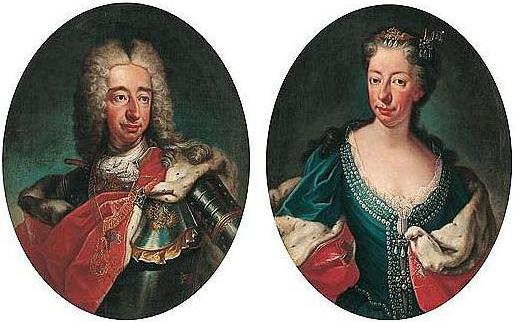
Le roi et la reine de Sardaigne.

De son mariage avec Victor-Amédée II de Savoie, Anne-Marie a :
1. Marie-Adélaïde de Savoie (1685-1712), qui épouse en 1696 Louis de France (1682-1712), duc de Bourgogne puis dauphin de France, et devient mère de Louis XV.
2. Marie-Anne (1687-1690)
3. Marie-Louise-Gabrielle de Savoie (1688-1714) qui épouse en 1701 Philippe de France, roi d’Espagne (régente d’Espagne en 1703), et devient mère de Louis Ier d’Espagne et Ferdinand VI d’Espagne
4. une fille mort-née (1691)
5. un enfant mort-né (1697)
6. Victor-Amédée de Savoie, prince de Piémont (1699-1715)
7. Charles-Emmanuel de Savoie (1701-1773) qui succède à son père, et épouse en 1722 Anne-Christine de Palatinat-Soulzbach (1704-1723), en 1725 Polyxène de Hesse-Rheinfels-Rotenburg (1706-1735), en 1737 Élisabeth-Thérèse de Lorraine (1711-1741), et a une postérité de ses deuxième et troisième mariages, dont Victor-Amédée III de Sardaigne
8. Emmanuel-Philibert de Savoie (1705-1705), duc de Chablais